# Дихлофос
Дихлофо́с (O,O-диметил-O-2,2-дихлорвінілфосфат, ДДВФ) — фосфорорганічна сполука, інсектицид широкого спектру застосування. В силу своєї відносної безпеки для людини застосовується для знищення комах у побуті і на виробництві (в основному — тарганів, молі, різних метеликів). Синтезують дегідрохлоруванням хлорофосу. Ця речовина впливає на шкідників нервово-паралітичною дією.
В теперішній час дихлофос витіснений більш досконалими і безпечними для людини піретроїдами. Проте назва прижилася і часто застосовується для позначення сучасних засобів боротьби з комахами геть іншого хімічного складу.